# Каутский, Александр Моисеевич
Александр Моисеевич Каутский (1 марта 1906 — 21 сентября 1944) — командир подводной лодки Щ-402, капитан 3 ранга.
Известен своим предложением, будучи помощником командира на подводной лодке Щ-421, подорвавшейся на мине и потерявшей ход, установить на перископе парус из брезента, что до подхода помощи обеспечило спасение экипажа лодки и её флага.

## Биография
Родился 1 марта 1906 года в Херсоне в семье рабочего-лесопильщика.
Закончил 3 класса школы. В 12 лет, оставшись без отца, умершего от тифа, начал работать. В 1921 году потерял мать, умершую от голода.
Работал рассыльным, рабочим на мельнице, прессовщиком на маслобойном заводе, на фабрике имени 1 Мая в Херсоне.
В 1928 году был призван на службу в РККА и направлен в ВМФ. С 1930 года член ВКП(б).
В 1928−1934 годах — в школе подводного плавания, начал службу на подлодке Б-5 типа «Барс», затем — моторист, старший моторист, старшина группы мотористов на подводной лодке «Д-3» («Красногвардеец»).
В 1933 году на «Д-3» в качестве старшины группы мотористов совершил переход в Мурманск, где организовывалась Северная военная флотилия (Северный флот).
В 1938 году окончил Параллельные классы при Военно-морском училище им. М. В. Фрунзе.
С июня 1938 года по ноябрь 1939 года — командир группы БЧ-3, командир БЧ-2-3 подводной лодки «Д-3».
С февраля 1940 года по февраль 1942 года — дивизионный минёр в звании старший лейтенант; в этом качестве участвовал в войне с Финляндией.
В июле 1941 года Каутскому досрочно присваивается звание капитан-лейтенанта.
С февраля по июнь 1942 года — помощник командира подводной лодки «Щ-421».
- Последний боевой поход Щ-421 в апреле 1942 года
 В последнем походе этой лодки, ставшим легендарным, она подорвалась на мине. Удалось всплыть, но лодка потеряла ход. Именно Каутский тогда предложил из чехлов двигателя сделать парус и прикрепить его к перископу. И «щука» пошла под парусами… Экипаж и флаг лодки были спасены подошедшей лодкой К-22, сама лодка Щ-421 была затоплена из-за невозможности буксировки, однако, её флаг был сохранён и лодка как корабль не считалась погибшей — при заходе на базу К-22 шла под двумя флагами, и дала вместе со своим позывным позывной 421-й «щуки».

С июня по август 1942 года — в штабе бригады подводных лодок.

### Командир «Щ-402»
С августа 1942 года по сентябрь 1944 года — командир «Щ-402», Северный Флот.
Шесть раз водил субмарину на боевые позиции. Под его командованием «Щ-402» было засчитано уничтожение четырёх немецких транспортов (впоследствии победы не подтвердились).
25 июля 1943 года «за проявленную отвагу в боях за Отечество с немецкими захватчиками, за стойкость и мужество, за высокую дисциплину, за беспримерный героизм личного состава» подлодка «Щ-402» была удостоена гвардейского звания.
C 11 мая 1943 года — капитан 3 ранга.
17 сентября 1944 года лодка вышла в свой последний поход.
Погиб 21 сентября 1944 года вместе со своей подводной лодкой «Щ-402», которая ошибочно была потоплена своим самолётом-торпедоносцем.

## Память
В 1994 году Центральной городской библиотеке № 1 города Полярный присвоено имя подводника-североморца Александра Моисеевича Каутского.